# 袁轂
袁轂（？—？），字容直，一字公濟，鄞縣（今属浙江省寧波市海曙区）人。宋朝政治人物、词人。
父袁寵，袁瑴之弟，以詞賦名聞。宋仁宗嘉祐六年（1061年）進士，歷知邵武軍，通判杭州，處州知府，官至朝奉大夫。晚年遷居四明（今浙江寧波），其曾孫袁燮為「明州淳熙四先生」之一。有文集七十卷，已佚。